# Nico Matern
Nico Matern (* 27. November 1992 in Buxtehude) ist ein deutscher Fußballspieler. Er steht seit Januar 2022 beim SV Atlas Delmenhorst unter Vertrag und wird meist im offensiven Mittelfeld eingesetzt.

## Karriere
In seiner Jugend spielte er für den FC St. Pauli und den Halleschen FC. Aus der A-Jugend von Halle wechselte er zum Wuppertaler SV in die Regionalliga West. Sein erstes und einziges Spiel für die Wuppertaler bestritt er am 28. Oktober 2011 unter Trainer Hans-Günter Bruns beim 1:0-Sieg gegen die Reserve von Bayer 04 Leverkusen.
Nach nur einer Saison verließ er den Wuppertaler SV wieder und wechselte zum SV Drochtersen/Assel in die Oberliga Niedersachsen. Sein erstes Spiel für seinen neuen Verein absolvierte er am 3. August 2012 beim 3:0 gegen den Lüneburger SK Hansa. Sein erstes Tor für den SV erzielte er beim Rückspiel gegen LSK Hansa am 17. November 2012. In der 66. Minute erzielte er das zwischenzeitliche 2:0 beim 4:0-Sieg.
Nach zwei Spielzeiten wechselte er zu Hansa Rostock, wo er in der zweiten Mannschaft zum Einsatz kam. Sein erstes Spiel in der Oberliga Nordost für Hansa Rostock II absolvierte er am 3. August 2014 bei der 0:4-Niederlage gegen den SV Altlüdersdorf. Beim darauffolgenden Spiel am 8. August 2014 erzielte er sein erstes Tor für die Reserve von Rostock. In der 15. Minute erzielte er die zwischenzeitliche 1:0-Führung bei dem 2:0-Sieg gegen den FC Pommern Greifswald. Unter Trainer Peter Vollmann kam er am 6. September 2014 zu seinem Profidebüt in der 3. Liga. Bei der 0:1-Niederlage der ersten Mannschaft gegen den Halleschen FC wurde er in der 80. Minute für Marcel Ziemer eingewechselt.
Zur Saison 2015/16 wechselte er aus der zweiten Mannschaft des FC Hansa Rostock zum Regionalliga-Aufsteiger FC Schönberg 95, wo er am 26. Juli 2015 debütierte. Bei seinem ersten Einsatz erzielte er in der 18. Minute mit den 1:0-Endstand auch sein erstes Tor für die Schönberger. Nach einer Saison verließ der den FC Schönberg 95 wieder und wechselte in seine Heimatstadt zum Buxtehuder SV. Sein Debüt in der Oberliga Hamburg gab er am 31. Juli 2016 bei der 1:4-Niederlage gegen den Niendorfer TSV.
Im darauffolgenden Jahr ging er nach Indianapolis (USA) und spielte dort für zwei Jahre bei Indiana Wesleyan University und in der zweiten US-Profiliga bei Indy Eleven. Im Juli 2019 kehrte er nach Deutschland zurück und schloss sich dem VfB Oldenburg aus der Regionalliga Nord an. Zwei Jahre später wechselte er ligaintern zum Hamburger Club FC Teutonia 05 Ottensen, bevor er in der Winterpause zum SV Atlas Delmenhorst wechselte.
Am 5. Februar bestritt Matern sein erstes Spiel für den Heeslinger SC in der Oberliga Niedersachsen. Er absolvierte dort insgesamt 34 Spiele mit 8 Torbeteiligungen. Im Sommer 2024 startete Matern seine Trainerkarriere bei der ersten Mannschaft des TuS Harsefeld.